# Foreign Trade University
La Foreign Trade University è un'università statale con sede a  Hanoi, Vietnam e sedi distaccate ad Ho Chi Minh e Quảng Ninh.

## Storia
La FTU è stata fondata nel 1960 ed è tra le università più conosciute in Vietnam. Offre corsi di studio in business, economia, giurisprudenza e lingue straniere. Per essere ammessi gli studenti devono avere un punteggio di almeno 24/30 nell'esame nazionale di ammissione agli studi universitari. I corsi sono tenuti in vietnamita, giapponese, inglese e francese. Gli studenti provenienti da FTU sono riconosciuti come essere attivi e ben qualificati.

## Collaborazioni internazionali
L'ateneo vanta molte partnership con università di tutto il mondo, tra queste: University of Mannheim, University of Queensland, Università degli Studi Niccolò Cusano (ateneo italiano), La Trobe University, in Melbourne, University of London, California State University, Fullerton and Colorado State University.